# ホワイト・リバー・ジャンクション駅
ホワイト・リバー・ジャンクション駅（英語：White River Junction Station）はアメリカ合衆国バーモント州ホワイト・リバー・ジャンクション レールロード・ロウ102にある駅。 全米各地を結ぶ旅客鉄道のアムトラックの他グリーン・マウンテン鉄道が乗り入れている。

## 概要
当駅は賑やかな中心街のハブであり続けている。駅の北には、ボストン・アンド・メイン鉄道の1892年製造の蒸気機関車が静態保存されている。機関車はニューヨーク万国博覧会 (1939年)の展示のために鉄道クラブにより復元され、1957年に市に寄贈された。

## 利用可能な鉄道路線／列車
アムトラックの停車する列車は下記の通り。
セントオールバンズとワシントン間の昼行長距離列車バーモンター号…1日1往復停車